# Conservazione e restauro dei reperti culturali recuperati da relitti

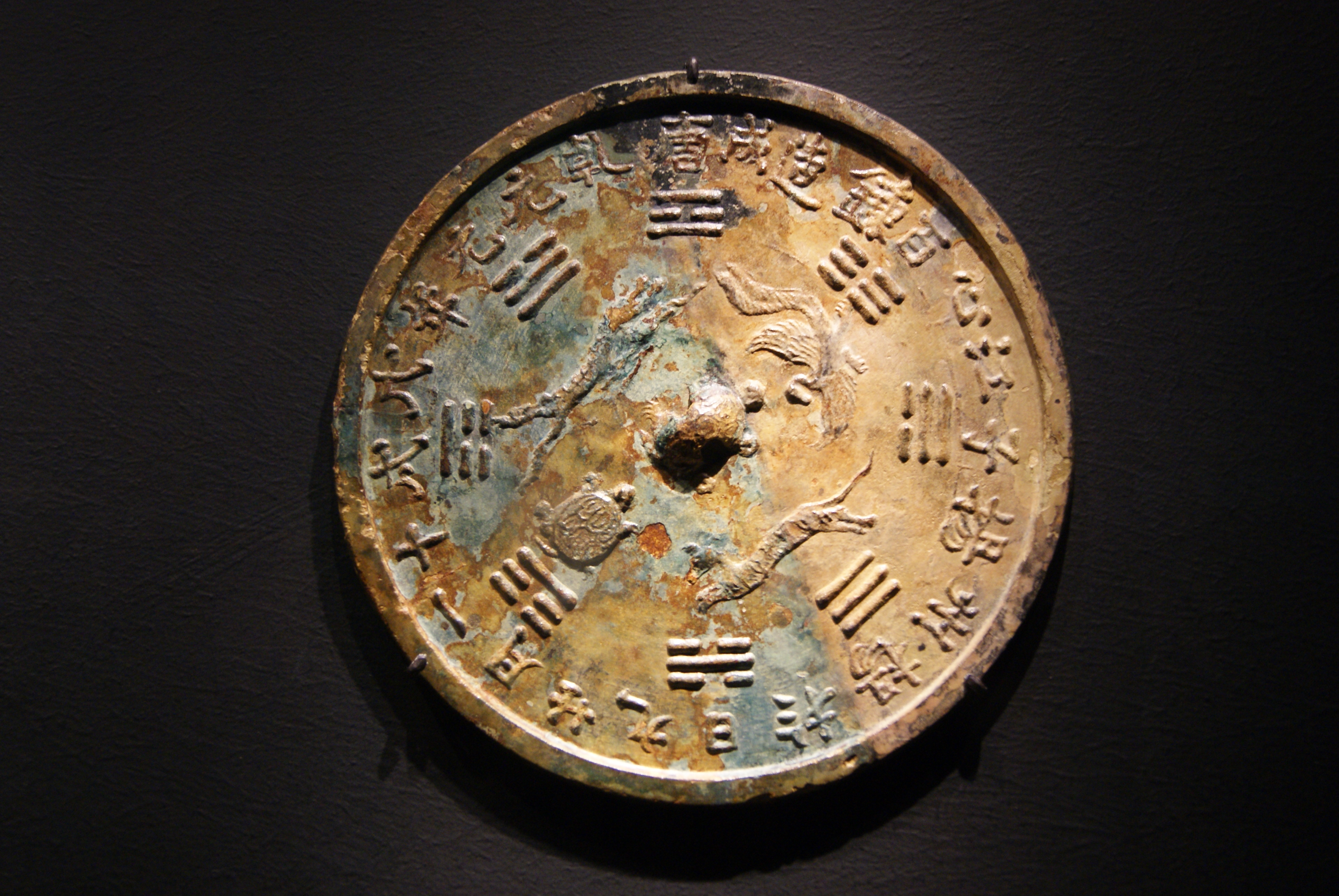
Specchio in bronzo con decorazione cosmologica e iscrizione recuperato dal relitto di Belitung, chiamato anche relitto di Tang o di Batu Hitam (un dau arabo che affondò intorno all'830 d.C.). La nave completò il viaggio di andata dall'Arabia alla Cina, ma affondò durante il viaggio di ritorno, a circa 1,6 chilometri al largo della costa dell'isola di Belitung, in Indonesia.

La conservazione e il restauro dei reperti culturali recuperati da relitti è il processo di cura del patrimonio culturale che ha fatto parte di un relitto. Spesso questi artefatti culturali sono rimasti sott'acqua per un lungo periodo di tempo. Senza conservazione, la maggior parte dei manufatti perirebbe e importanti dati storici andrebbero persi. In termini archeologici, di solito è responsabilità di un archeologo e conservatore garantire che il materiale recuperato da un relitto sia adeguatamente curato. La fase di conservazione è spesso lunga e costosa (a volte costa più dello scavo originale), il che rappresenta una delle considerazioni più importanti quando si pianifica e si implementa qualsiasi azione che comporti il recupero di manufatti da un relitto.

## Sfondo
I siti di relitti sottomarini si trovano in ambienti di acqua dolce o salata. È importante distinguere che entrambi gli ambienti reagiscono diversamente in relazione al relitto e ai manufatti in esso contenuti. Ciò può riferirsi alle reazioni chimiche o alla corrosione che avvengono, al tasso di deterioramento e decadimento e alla conservazione finale dei manufatti del relitto. Quando i relitti si trovano in ambienti di acqua dolce, tendono ad essere in un migliore stato di conservazione a causa della mancanza di salinità nell'acqua e, nel complesso, hanno un grado di degrado inferiore rispetto agli ambienti di acqua salata. Tuttavia, negli ambienti di acqua dolce vari batteri possono rappresentare una grave minaccia per i relitti poiché sono noti per causare la putrefazione e la muffa delle navi di legno.
I manufatti recuperati da un ambiente di acqua salata sono saturi di sale che deve essere rimosso quando vengono recuperati. Negli ambienti di acqua salata si verifica un fenomeno chiamato concrezione. "La concrezione si verifica quando una miscela di prodotti della corrosione del ferro, sabbia e vita marina forma un guscio duro attorno ai manufatti in ferro corrosi e può comprendere altri manufatti non ferrosi che potrebbero trovarsi nelle vicinanze". Sebbene spesso si conservino naturalmente, sono anche fragili e friabili. Una volta esposti all'aria e alla luce, questi manufatti si degraderanno rapidamente, una preoccupazione che sottolinea l'importanza di tempestivi sforzi di conservazione. Il tipo di materiale è un fattore chiave nel determinare i metodi corretti di trattamento conservativo. I materiali organici, come legno, pelle e tessuti, possono deteriorarsi e sgretolarsi nel giro di poche ore se lasciati asciugare senza un trattamento adeguato. Altri materiali, come ossa, vetro e ceramica, se non conservati, si devitrificheranno lentamente e in casi estremi degenereranno in un mucchio di schegge.

## Agenti di deterioramento
Gli agenti di deterioramento sono costituiti da diversi tipi di forze che possono influenzare drasticamente e causare il deterioramento dei manufatti. Per proteggere un manufatto dal deterioramento e dalla distruzione, i conservatori devono utilizzare metodi di conservazione e preservazione per alleviare i potenziali rischi per il manufatto. L'entità dei danni provocati dagli agenti di degrado può variare da una lieve abrasione fino alla completa distruzione del manufatto. Gli agenti del deterioramento sono dieci: la forza fisica; ladri e vandali; fuoco; acqua; parassiti; inquinanti; luce (ultravioletta, infrarossa); temperatura errata; umidità relativa errata; e dissociazione.

### Forza fisica
Quando si tratta di conservazione, preservazione e restauro dei manufatti relitti, la forza fisica è una delle principali preoccupazioni. Gli agenti della forza fisica sono costantemente presenti durante l'intero processo di conservazione e preservazione dei manufatti dei relitti. Il recupero dei reperti dei relitti dal fondale marino è un processo estremamente complesso e fragile. Gli artefatti sono estremamente delicati e qualsiasi leggero movimento o contatto fisico improprio può causare danni irreparabili. Quando il manufatto viene portato in superficie mediante l'utilizzo di dispositivi di galleggiamento, il posizionamento e la stabilizzazione del manufatto sono della massima importanza. Questo viene fatto per garantire che i manufatti siano ben protetti da eventuali danni causati dall'acqua e/o dalle attrezzature. Inoltre, la manipolazione, lo spostamento e il trasporto del manufatto comportano ulteriori rischi di contatto attraverso la forza fisica. È fondamentale che il conservatore garantisca che vengano messe in atto precauzioni e misure adeguate per proteggere ogni manufatto in ogni fase di spostamento e/o ricollocazione.

### Ladri e vandali
Come per tutti i siti archeologici, ladri e vandali saranno sempre una preoccupazione primaria. Mentre le immersioni subacquee crescono in popolarità e i cacciatori di tesori cercano di fare fortuna, i relitti sono diventati luoghi costanti di saccheggi e recuperi illegali. Ad esempio per combattere il saccheggio dei relitti la legislazione degli Stati Uniti ha varato l'Abandoned Shipwrecks Act. La funzione principale della legge è quella di salvaguardare i relitti, situati nelle acque americane, dal salvataggio non autorizzato, dal saccheggio illecito e dalla rovina totale. Ciò si ottiene offrendo protezione al relitto concedendone la proprietà allo Stato dove le acque si trovano.

### Fuoco
Una volta portati in superficie, i manufatti del relitto diventano estremamente vulnerabili al fuoco. Ciò è particolarmente vero per i manufatti dei relitti composti da materiali organici come tessuti, pelle e legno.

### Acqua
Sebbene la maggior parte dei reperti dei relitti risieda nell’acqua, essa può rappresentare un problema significativo che deve essere affrontato. L'acqua ha un impatto notevole sui manufatti che sono stati sommersi per periodi di tempo prolungati. Se i materiali organici vengono rimossi troppo rapidamente e lasciati asciugare completamente senza un trattamento adeguato, i manufatti si disintegreranno rapidamente. È imperativo che i manufatti rimangano in acqua fino a quando non siano state applicate ad essi le opportune tecniche di conservazione e preservazione, garantendo che siano protetti, stabilizzati e acclimatati al loro nuovo ambiente ambientale.

### Parassiti
I parassiti possono essere trovati sia sulla terraferma che sott'acqua. Non sorprende che i relitti siano estremamente sensibili a entrambi i tipi, poiché possono causare ingenti danni ai relitti e ai manufatti circostanti. Un esempio di infestante sottomarino può essere trovato nel relitto del Titanic, dove un microbo appena identificato è stato trovato all'interno di esso; "i rusticles, le strutture porose e delicate simili a ghiaccioli che si formano sul ferro arrugginito... in realtà si nutrono della ruggine del metallo". Poiché questi microbi continuano a mangiare il metallo arrugginito, il relitto del Titanic presto non ci sarà più. Un altro parassita sottomarino che può divorare i relitti sono i "vermi delle navi mangiatori di legno". Queste piccole creature possono rosicchiare i relitti di legno a un ritmo rapido e, se lasciate senza controllo, possono causare ingenti danni. Inoltre, i parassiti superficiali come roditori, insetti e muffe possono causare ancora più devastazione ai manufatti del relitto che non sono stati portati in superficie. I conservatori devono essere consapevoli di quali parassiti si potrebbero introdurre in un relitto e nei suoi manufatti e pianificare di conseguenza.

### Inquinanti
Gli inquinanti possono riferirsi a reazioni chimiche, qualità dell'aria e corrosione. Mentre i manufatti vengono sottoposti alle varie tecniche di conservazione per proteggerli e preservarli, i conservatori devono essere consapevoli e monitorare questi manufatti in modo coerente per garantire che non si verifichi ulteriore degrado che potrebbe essere dovuto a reazioni chimiche indesiderate o inquinanti nell'aria. I conservatori devono anche essere altamente consapevoli delle reazioni chimiche che si sono già verificate sui manufatti da recuperare, come la concrezione e l'ossidazione dei metalli.

### Luce
Quando i reperti del relitto vengono recuperati, è importante che i conservatori valutino come creare un ambiente appropriato con la corretta esposizione alla luce. Ciò è estremamente importante per il legno impregnato d'acqua e altri materiali organici poiché la presenza diretta di luce ultravioletta/radiazione infrarossa può causare degrado ed eventuale disintegrazione. La migliore pratica è conservare i reperti dei relitti in un ambiente di stoccaggio più fresco con un accesso minimo alla luce, che può causare riscaldamento indesiderato e fluttuazioni di temperatura, portando a risultati estremamente dannosi.

### Temperatura
Come altri manufatti storici e culturali, le temperature errate possono avere un effetto devastante sui manufatti dei relitti, in particolare sul legno. I drastici cambiamenti di temperatura possono causare danni irreversibili agli artefatti come deformazioni, sgretolamenti o frammentazioni. Temperature più elevate, in particolare, potrebbero comportare un aumento significativo del livello di umidità che potrebbe causare ulteriore deterioramento, infestazioni di insetti, muffe, marciume e batteri.

### Umidità relativa
Come discusso in precedenza, un'elevata umidità relativa può provocare muffe, infestazioni, marciume e persino reazioni chimiche indesiderate o corrosione, a seconda delle condizioni ambientali. Un'umidità relativa errata può causare il deterioramento biologico dei manufatti del relitto, con conseguente rottura, sgretolamento o completa disintegrazione dei manufatti, in particolare dei materiali organici. Anche i manufatti metallici necessitano di essere protetti dagli effetti corrosivi causati da una maggiore umidità relativa.

### Dissociazione
È importante garantire che le registrazioni dei reperti dei relitti siano accurate e dettagliate. Senza una documentazione accurata un artefatto potrebbe essere etichettato erroneamente e associato a un sito errato del relitto. Ciò è vitale per le scoperte di relitti in quanto possono diventare punti di contesa nelle battaglie legali internazionali sulla proprietà. Inoltre, i manufatti dei relitti rimossi senza cura e in modo casuale sono soggetti a perdere la loro provenienza. Questa dissociazione provoca una grande perdita di informazioni sul manufatto e sulla sua rilevanza per il relitto.

## Conservazione di base dei manufatti dei relitti per tipo di materiale

### Osso e avorio
Circa il 70% delle ossa e dell'avorio è costituito da un reticolo inorganico composto da fosfato di calcio e vari carbonati e fluoruri, e almeno il 30% è osseina, che è organica. È difficile distinguerli se non esaminati al microscopio. Sia l'osso che l'avorio si deformano facilmente a causa del calore e dell'umidità e si deteriorano a causa dell'esposizione prolungata all'acqua.

#### Rimozione dei sali solubili
L'osso e l'avorio che si trovano in un ambiente di acqua salata assorbiranno i sali solubili e si cristallizzeranno quando verranno rimossi dall'acqua mentre l'oggetto si asciuga. La cristallizzazione del sale farà sfaldare la superficie e può distruggere l'oggetto. In alcuni casi quando l'osso e l'avorio subiscono la perdita di osseina per idrolisi, lascia la sostanza calcarea; essa può provocare la fossilizzazione dei materiali e una volta perso il contenuto organico con conseguente cristallizzazione si può formare quarzo. Il sale solubile deve essere rimosso per preservare e stabilizzare l'oggetto quando viene rimosso dall'ambiente marino. Su manufatti di questo tipo di materiale si consiglia di eliminare tutti i sali solubili con l'utilizzo di acqua.

#### Rimozione delle macchie
Si consiglia di utilizzare metodi meccanici rispetto ai trattamenti chimici. Se il trattamento chimico è inevitabile, bisognerebbe assicurarsi sempre che il materiale sia completamente bagnato con acqua prima di applicare qualsiasi prodotto chimico. Se l'oggetto presenta macchie di ferro o di solfuro, per rimuoverle viene utilizzato l'acido ossalico.

#### Impregnazione ed asciugatura
Per asciugare l'osso e l'avorio sono necessari una serie di bagni alcolici. L'osso è un materiale soggetto a crepe e spaccature durante il processo di disidratazione. Se l'osso risulta debole e instabile e la disidratazione causa crepe e spaccature nella struttura ossea, viene impregnato prima dell'essiccazione con l'uso di una soluzione al 50% di polivinilacetato (PVA(C4 H6 O2) n) in acqua distillata. Per l'avorio a volte è necessario passare attraverso bagni di disidratazione più lunghi per garantire che la superficie del materiale trattato non si delamini o si rompa.

### Vetro
Il vetro è costituito da silice e da una varietà di altri componenti che conferiscono il colore al vetro. Il vetro, di solito, viene anche definito il più stabile dei materiali archeologici, ma i manufatti in vetro e il vetro del XVII secolo possono subire una complessa disintegrazione. Normalmente il vetro è costituito dal 70% al 74% di silice, dal 16% al 22% di alcali e dal 5% al 10% di fondente. Gli altri componenti e composti minerali del vetro possono fuoriuscire nel tempo, causando motivi arcobaleno iridescenti e sfaldamento della superficie esterna del vetro.

#### Conservazione
Determinare la selezione dei materiali e il trattamento del vetro dipende dal livello di conservazione del vetro. Per eliminare la corrosione superficiale occorre effettuare delle basi caso per caso. La rimozione della corrosione sulla superficie del vetro può ridurre significativamente lo spessore delle pareti e indebolirlo notevolmente. La rimozione della corrosione superficiale può anche rendere la superficie sfocata e/o alterare i dettagli della superficie. Gli strati di corrosione sul vetro potrebbero far parte della storia dell'oggetto e non dovrebbero essere rimossi senza validi motivi.

#### Pulizia
Quando si decide di pulire un vetro molto danneggiato, la priorità è consolidare il materiale e quindi intraprendere la pulizia. I depositi possono essere rimossi con una spazzola morbida, un bisturi e/o dei bastoncini di cotone imbevuti di solventi mentre l'oggetto di vetro è bagnato. I colori verniciati e le decorazioni presenti sulla superficie del vetro devono essere protetti con una mano di consolidante. I depositi di ossidi metallici possono essere rimossi anche mediante l'uso meccanico o controllato di prodotti chimici; tuttavia, gli ossidi metallici sono spesso saldamente legati alla superficie del vetro e talvolta è meglio non rimuoverli. I depositi calcarei sulla superficie del vetro possono rappresentare un problema non trascurabile; per la pulizia si consiglia l'uso del bisturi mentre l'oggetto è ancora bagnato.

##### Rimozione dei sali solubili
Quando il vetro viene rimosso da un ambiente marino deve passare attraverso un processo chiamato desalinizzazione, il processo per rimuovere i sali solubili. Il vetro può essere immerso in bagni di acqua di rubinetto e acqua distillata, sostituendo regolarmente l'acqua stessa. Una volta completato il processo con la rimozione del sale solubile, l'oggetto può essere asciugato all'aria o sottoposto a consolidamento.

#### Incollaggio
Quando il vetro è frammentato, deve essere incollato per garantire la stabilità e l'integrità estetica dell'oggetto. Gli adesivi utilizzati per incollare i frammenti di vetro devono essere trasparenti, reversibili e con buona adesione e non devono danneggiare il vetro. Da preferire la resina acrilica Paraloid B72 e la resina epossidica Araldite 2020 per la sua maggiore durata. I frammenti di vetro devono essere puliti e uniti inizialmente con nastro adesivo o pinze metalliche a forma di omega prima dell'utilizzo di esso.

### Pelle
La pelle è un materiale poroso ricavato da un animale. Trovandosi in un ambiente marino la pelle può deteriorarsi nel tempo. I materiali idrosolubili come tannini, grassi e oli, componenti della pelle, possono dissolversi in ambiente marino a causa della fibra di collagene che è suscettibile all'idrolisi.

#### Pulizia
La pelle deve essere lavata per rimuovere lo sporco più radicato; è ideale lavarla solo con acqua. A seconda delle condizioni della pelle, esistono diverse tecniche di pulizia meccanica che possono essere utilizzate e richieste. Materiali come spazzole morbide, getti d'acqua, detergenti a ultrasuoni sono strumenti efficaci per la pulizia della pelle. Quando essa viene pulita meccanicamente con un leggero vapore d'acqua, è possibile utilizzare anche spazzole morbide e spugne. In caso di impurità consistenti la pelle può essere pulita con mezzi chimici, con l'utilizzo di piccole quantità di detergenti non ionici. La pulizia chimica deve essere seguita da un risciacquo sotto un getto d'acqua.

##### Rimozione dei sali solubili
È necessario rimuovere i sali solubili dalla pelle quando viene rimossa dall'ambiente marino. La rimozione dei sali solubili (dissalazione) sulla pelle viene effettuata con acqua di rubinetto per un lungo periodo di tempo.

### Metallo

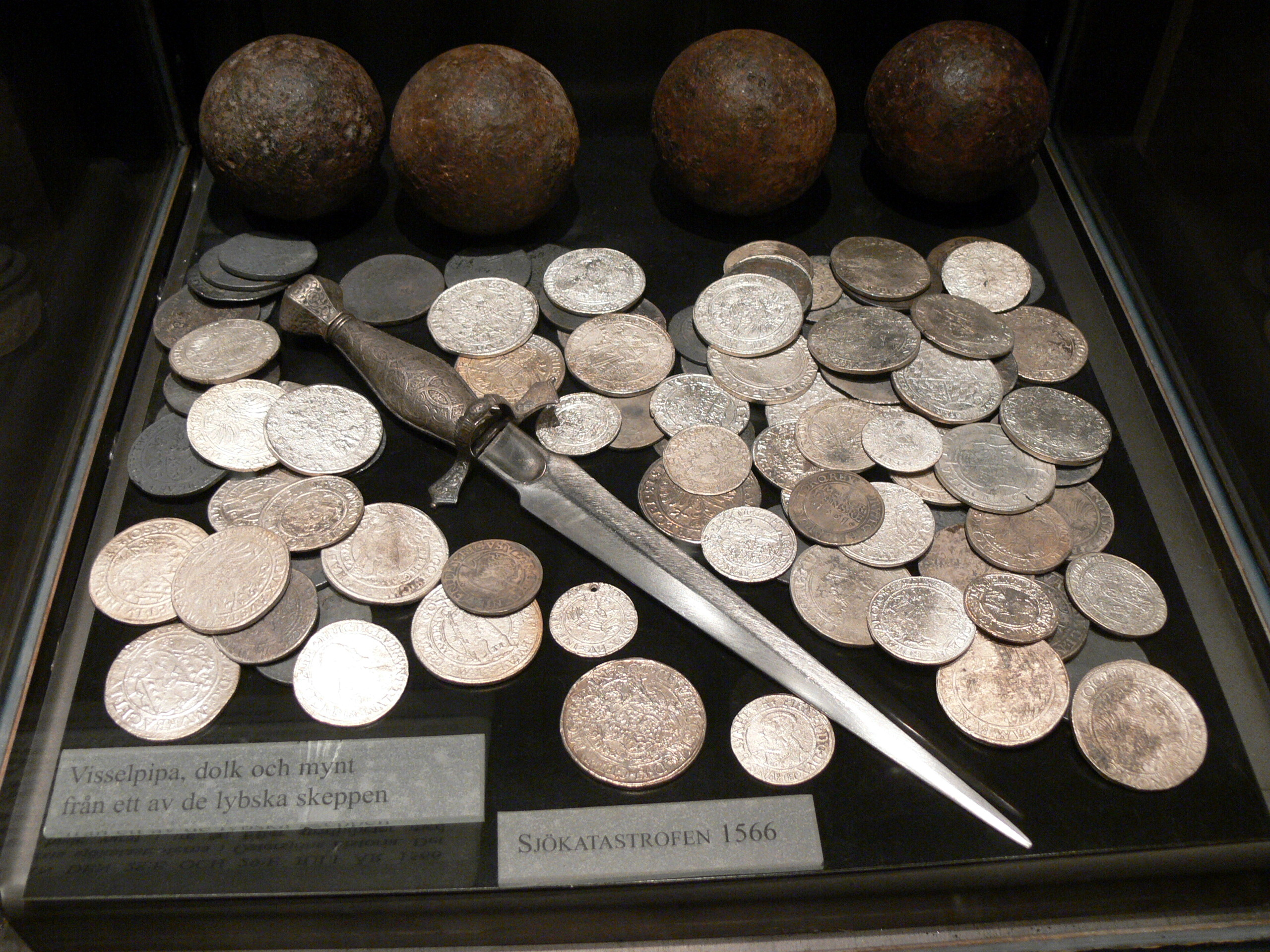
Astrolabi, monete e altri oggetti recuperati dai relitti dell'Isola del Padre (Sedicesimo secolo).

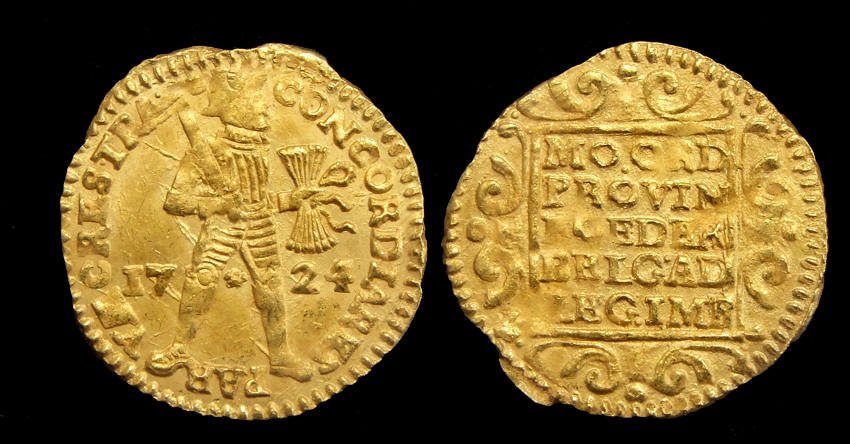
Gold Ducat (1724) dal relitto di Akerendam della Compagnia olandese delle Indie orientali.

Il metallo è un materiale solido, duro, opaco e lucente, con una buona conducibilità elettrica e termica. I metalli sono anche malleabili, ciò consente ai metalli di essere martellati e modellati senza rompersi.

#### Conservazione
La conservazione dei manufatti metallici dipende molto dal danneggiamento e dalla corrosione che presentano, nonché dallo stato generale dell'oggetto. Prima di applicare le tecniche di conservazione ad un manufatto metallico, è essenziale essere consapevoli dei prodotti della corrosione che risultano dall’esposizione a diversi ambienti. La natura della corrosione determina, inclusa la comprensione delle caratteristiche del metallo di cui è fatto un oggetto, anche le tecniche e la selezione dei materiali che possono essere effettivamente utilizzati. La corrosione dei metalli è un processo spontaneo di distruzione involontaria causata da agenti fisici, chimici e/o biologici. La maggior parte dei metalli che si trovano in un ambiente sottomarino si corroderanno in una certa misura finché non raggiungeranno un equilibrio con l'ambiente circostante. Una volta che gli oggetti metallici diventano stabili, possono sopravvivere per qualche tempo sott'acqua a meno che il loro ambiente non cambi.
L'oro puro solitamente sopravvive sott'acqua per un lungo periodo di tempo senza corrodersi. Nel caso degli oggetti in argento, si corroderà abbastanza facilmente, diventerà molto fragile e formerà strati di concrezione. Rame, ottone e bronzo possono sviluppare una superficie bucherellata lucida e possono ricoprirsi con uno strato di concrezione e corrosione verde o nera. I metalli ferrosi come il ferro fuso, il ferro battuto e l'acciaio solitamente si corrodono per formare concrezioni spesse che possono ricoprire interamente l'oggetto metallico. I manufatti corrosi di relitti di navi fatti di ferro possono essere conservati tramite elettrolisi. L'elettrolisi è un metodo che utilizza una corrente elettrica per creare una reazione chimica che pulisce l'oggetto e tratta la ruggine. Organismi marini come patelle e molluschi possono aggrapparsi alle superfici metalliche e causare corrosione e incrostazioni.

#### Pulizia
Il processo di pulizia dei metalli dipende dal livello di corrosione, ossidi e/o accumulo di organismi marini (patelle, molluschi, calcare, ecc.) sulla superficie del metallo. Esistono diversi metodi come la sabbiatura e la riduzione elettrolitica, inclusi altri metodi eseguiti meccanicamente e chimicamente.

### Ceramica e pietra

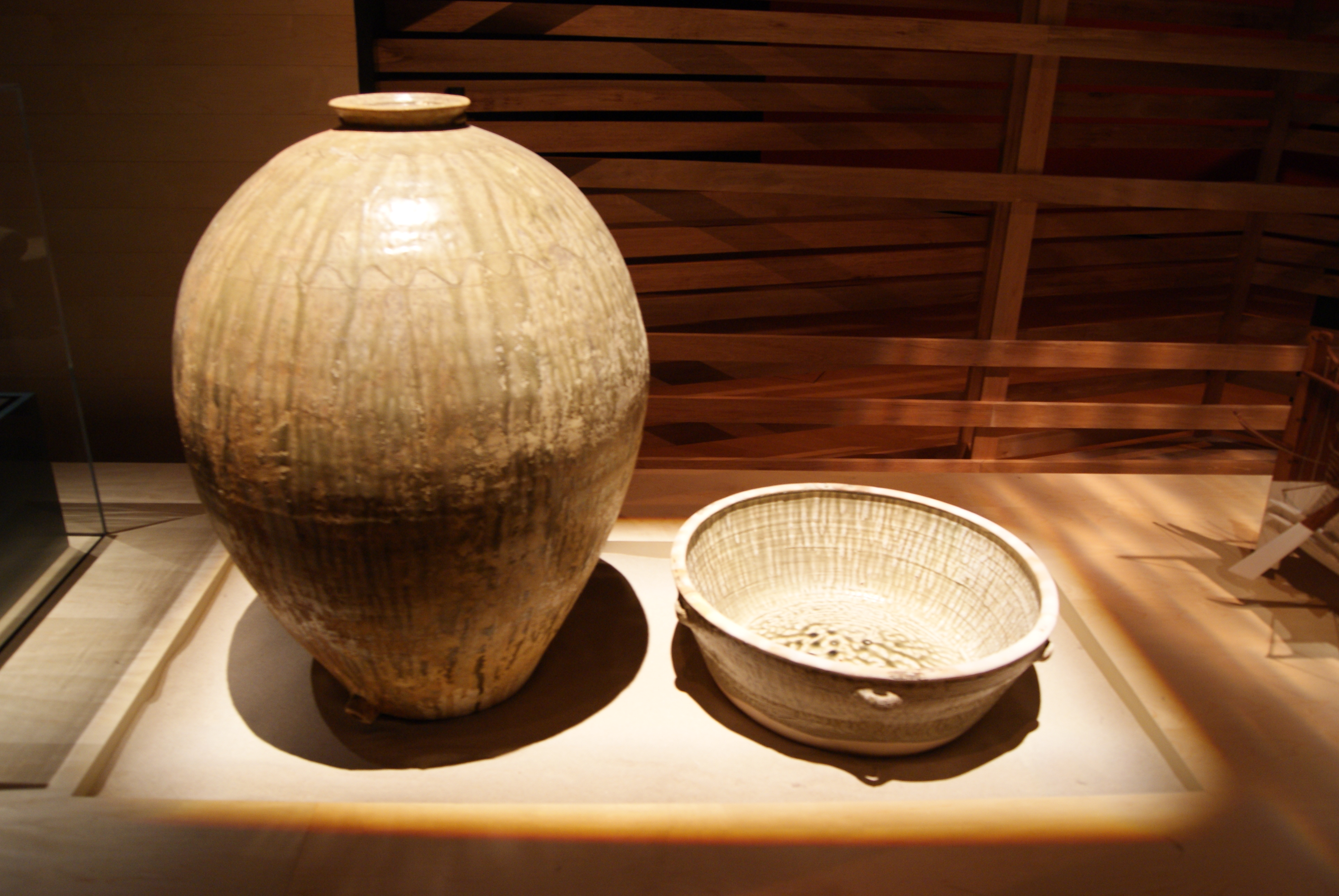
Gres recuperato dal relitto di Belitung

La ceramica è fatta di argilla ed è indurita dal calore. Può anche essere rivestita con un rivestimento protettivo per garantirne l'impermeabilità. Si forma dall'alterazione delle rocce feldspatiche sotto l'influenza degli agenti atmosferici, come pioggia, fiumi, venti e rilasci di gas dalla crosta terrestre.
Esistono tre tipi di roccia differenziati per caratteristiche fisiche derivanti dai rispettivi processi formativi. Queste tre categorie sono: rocce ignee o vulcaniche (basalto, granito, ecc.), rocce sedimentarie o di deposito (calcare, arenaria, arenite, ecc.) e rocce metamorfiche (marmo, ardesia, gesso, ecc.). Le rocce ignee si formano dal raffreddamento e/o dalla solidificazione del magma e dalla formazione di una fitta rete di cristalli: sotto la superficie terrestre come roccia intrusiva o in superficie come roccia effusiva. Le rocce sedimentarie si formano per la deposizione di resti di altre rocce causata dall'azione degli influssi atmosferici. Le rocce metamorfiche si formano dalla trasformazione della roccia esistente attraverso l'azione della temperatura e della pressione, che provocano profondi cambiamenti fisici e/o chimici.

#### Conservazione
La conservazione delle ceramiche e delle pietre dipende dallo stato di conservazione dell'oggetto, dall'ambiente in cui gli oggetti sono stati recuperati e dalla tipologia e quantità delle deposizioni. Qualsiasi tipo di intervento e trattamento conservativo deve essere minimo per garantire che non si danneggino gli oggetti o si lascino tracce che provochino stress.

#### Pulizia
La pulizia di ceramiche e pietre viene effettuata meccanicamente o chimicamente. Ciò dipende anche dalle tipologie di accumulo provenienti dall'ambiente marino, dallo stato di conservazione e dai materiali di cui è composto l'oggetto. Quando ceramiche e pietre vengono estratte dal mare possono presentare depositi calcarei e silicei di organismi marini, depositi e/o infiltrazioni di ossidi di ferro e rame e depositi organici (alghe, batteri, spugne, ecc.).

##### Rimozione dei sali solubili
La rimozione dei sali solubili, la dissalazione, delle ceramiche e delle pietre viene effettuata immergendo gli oggetti in acqua pulita che viene periodicamente cambiata. Come parte del processo di desalinizzazione viene utilizzata prima l'acqua del rubinetto, seguita dall'acqua distillata nei bagni successivi. È fondamentale procedere con gradualità per evitare un rilascio troppo rapido dei sali che potrebbe causare ulteriori danni all'oggetto.

##### Rimozione dei depositi calcarei e silicei
I depositi calcarei e silicei, anche se difficili da rimuovere in quanto fusi sulla superficie dell'oggetto, possono essere rimossi meccanicamente utilizzando bisturi chirurgici, scalpelli ad ultrasuoni, scalpelli pneumatici, getti d'acqua a pressione e con altri mezzi, poiché i legami silicei sono molto resistenti sostanze chimiche e non reagiscono agli acidi e alle basi deboli. Se i depositi calcarei non possono essere rimossi meccanicamente, vengono utilizzati prodotti chimici. La pulizia con composti chimici deve essere controllata e devono essere utilizzate sostanze delicate che non possano danneggiare la struttura fisica e chimica dell'oggetto.

##### Rimozione degli ossidi di ferro e rame
Le macchie di ossido di ferro e rame si verificano quando i metalli ossidati si trovano vicino o a contatto con un oggetto in ceramica o pietra e le particelle di ossido metallico passano alla struttura della pietra o ceramica. Gli ossidi di ferro e rame possono penetrare in profondità nei pori della ceramica e delle pietre e creare macchie da bruno-rossastre a nere (ossido di ferro) e macchie blu-verdi (ossidi di rame). Per rimuovere gli ossidi è possibile utilizzare la soluzione salina EDTA. Una soluzione delicata è composta dal 3% al 5% di EDTA; una soluzione dal 15% al 20% in acqua su ceramica è adatta per rimuovere le macchie. Gli ossidi di ferro possono essere rimossi dagli oggetti utilizzando acqua in una soluzione dal 10% al 25% di perossido di idrogeno. Il tempo necessario per rimuovere le macchie può variare da pochi secondi a diverse ore.

#### Incollaggio
Quando gli oggetti vengono ritrovati in uno stato frammentato, i frammenti vengono legati con adesivi per ottenere stabilità e integrità dell'oggetto. Prima dell'incollaggio i frammenti vengono tenuti con nastro adesivo di carta nell'esatta posizione per unirli prima dell'incollaggio finale. Oggetti con superfici delicate come vetri e decorazioni dipinte su pietre e ceramica devono essere protetti in modo particolare per evitare rotture e/o lacerazioni della superficie con nastro adesivo di carta. Una volta localizzati con precisione, i frammenti vengono incollati insieme con adesivi. Per incollare le ceramiche di grandi dimensioni e la maggior parte delle pietre è necessario utilizzare adesivi forti.

#### Degrado della ceramica e della pietra
Il degrado e l'alterazione sono processi naturali nel corso della vita di ogni materiale. Il processo è costante e inarrestabile, anche se conservatori e restauratori possono intraprendere una serie di trattamenti sugli oggetti per tentare di rallentare il processo di degrado. Il degrado dei materiali avviene solitamente quando gli oggetti vengono rimossi dall'ambiente in cui si trovavano e avevano raggiunto uno stato di equilibrio, anche se l'ambiente è imperfetto, e gli oggetti vengono spostati in un altro ambiente. Per alterazione si intende l'invecchiamento degli oggetti accompagnato da modifiche che non incidono direttamente sulla loro conservazione e che non ne compromettono la leggibilità. In questa categoria di cambiamento rientrano le alterazioni del colore, la formazione di una patina superficiale sugli oggetti e così via.

### Tessili
I tessili sono tessuti che derivano dal risultato di altri tipi di intreccio di filati, cappi, lavori a maglia, merletti e reti. La categoria tessile comprende anche materiali come feltri e materiali non tessuti in cui le fibre acquistano coerenza mediante un processo diverso dalla filatura. I materiali tessili più incontrati nei siti archeologici sono il lino, il cotone, la lana e la seta.

#### Conservazione
La conservazione dei tessili è limitata alle seguenti tipologie: le fibre naturali di origine animale e vegetale. Il tessuto può essere fatto di lana, pelo, seta, cotone, lino, juta, canapa, ortica e altri materiali. I tessuti realizzati con fibre animali sono composti principalmente da proteine, che li rendono più resistenti alla decomposizione, rispetto alle fibre vegetali composte principalmente da cellulosa. La luce, gli insetti, i microrganismi e l'inquinamento possono deteriorare i tessuti; facendogli perdere robustezza e duttilità. La normale esposizione alle condizioni atmosferiche può causare l’indebolimento e la disintegrazione dei tessuti.
La conservazione dei tessili dovrebbe sempre essere affidata ad un conservatore specializzato. Prima di qualsiasi trattamento conservativo deve essere individuata la composizione del tessuto. Testare i tessuti bruciando un campione può identificare rapidamente la presenza di fibra animale, la quale non brucerà facilmente e si avvizzirà trasformandosi in un residuo di carbonio. Le fibre vegetali bruciano infatti facilmente riducendosi in cenere fine. Nel complesso semplici analisi possono consentire al conservatore di identificare il tipo di fibra tessile. Il trattamento adeguato dei tessuti richiede l'uso di pentole piatte e poco profonde, piastre riscaldanti e griglie o altri dispositivi in grado di sostenere i tessuti fragili durante il risciacquo, il trattamento e l'asciugatura.

#### Pulizia (rimuovere sporco, scolorimento e macchie)
I tessuti possono essere puliti con acqua, numerose sostanze possono essere rimosse utilizzando acqua (preferibilmente acqua deionizzata). Per ottenere risultati migliori, aggiungere all'acqua una miscela composta dallo 0,4% all'1% di idrossido di ammonio. Se necessario, è utile del detergente neutro non ionico per rimuovere lo sporco ostinato. Durante il processo di pulizia è possibile aggiungere candeggina in una soluzione di perossido di idrogeno al 4%. Per macchie ostinate come muffe, funghi, solfuro nero e macchie organiche, il tessuto viene messo a bagno in una soluzione composta da 1 litro di acqua deionizzata, 60 ml di acqua ossigenata al 30% e 2,5 g di silicato di sodio sciolto in 100 ml di acqua calda acqua deionizzata. Bisognerebbe tenere presente che queste ultime soluzioni sono dannose per le fibre, potrebbero ridurre le macchie visibili, ma questo avviene attraverso un'azione sbiancante che deteriora anche le fibre e le renderà più fragili nel tempo.
Per i tessuti che non possono essere puliti con acqua (come i tessuti con coloranti idrosolubili), è consigliabile il lavaggio a secco con solventi organici, come percloroetilene o tricloroetilene, o solventi petroliferi, come l'acqua ragia minerale.

#### Sterilizzazione
I tessuti infestati da muffe (compresi gli insetti) devono essere chiusi in un contenitore con cristalli di timolo. Dopo il trattamento con essi, viene utilizzata una soluzione dallo 0,5% all'1% di Lysol, un'altra soluzione disinfettante composta dallo 0,1% di DOWICIDE 1 (ortofenilfenolo), dal 68% di etanolo e dal 30% di acqua deionizzata; la soluzione sarà letale per la maggior parte dei batteri, spore fungine e muffe superficiali.

### Legno
Il legno, materiale organico prodotto dalle piante, è chimicamente composto da: carboidrati (cellulosa ed emicellulosa), lignina ed altri componenti (acidi alifatici, alcoli, proteine e sostanze inorganiche) in quantità minore. La composizione più importante della pianta è la cellulosa. La cellulosa costituisce la maggior parte della cellula, dal 40% al 50% della massa totale del legno. L'emicellulosa rappresenta il secondo carboidrato più importante e costituisce dal 20% al 30% della cellula del legno.

#### Conservazione
Il legno recuperato da un ambiente marino è definito "legno archeologico impregnato d'acqua". Si definisce "legno impregnato d'acqua" il legno che non contiene o contiene una piccola quantità di aria all'interno delle sue cellule (capillari e microcapillari). Il sito archeologico impregnato d'acqua normalmente appare ben conservato; è però molto debole e si deteriora a causa della sostanza solubile nell'acqua facendolo sciogliere negli ambienti marini. La cellulosa del legno subisce il processo di idrolisi e viene attaccata da batteri anaerobici che decompongono il legno, lasciandolo solo con la rete di lignina. Nel corso di un lungo periodo di tempo anche la rete di lignina si decomporrà. Il risultato della decomposizione della cellulosa e della lignina aumenterà lo spazio tra le cellule e le molecole all'interno delle cellule, questo renderà il legno più poroso e permeabile all'acqua. Tutte le cavità del legno saranno riempite d'acqua, la quale verrà assorbita e i resti della lignina manterranno la forma originale del legno, il che significa che esso manterrà la sua forma originale solo mentre è sott'acqua. Quando il legno si trova in un ambiente marino, si consiglia di garantire le condizioni necessarie per la sua conservazione (piscina o recipiente pieno d'acqua) per estrarre il legno dall'acqua, per evitare che il legno si disidrati. Se il legno impregnato d'acqua viene rimosso dall'ambiente marino ed esposto all'aria, l'acqua evaporerà e le risultanti forze di tensione superficiale dell'acqua in evaporazione causeranno il collasso delle pareti cellulari indebolite, creando un notevole restringimento e distorsione.

#### Pulizia
I legni impregnati d'acqua estratti da un ambiente marino possono essere coperti da impurità e sedimenti. Questi accumuli possono essere rimossi con acqua, utilizzando una spazzola morbida e aumentando la temperatura a 30 °C per rimuovere le incrostazioni più tenaci. I gusci calcarei provenienti dall'ambiente marino possono essere una componente frequente degli accumuli sulla superficie del legno saturo d'acqua. Il calcare può essere rimosso meccanicamente utilizzando bisturi di vario profilo e dimensione. Il ferro può essere presente anche sul legno impregnato d'acqua. Gli accumuli di ferro possono essere rimossi trattando il legno con una soluzione al 5% di sale bisodico dell'acido etilendiamminotetraacetico in acqua.

##### Rimozione dei sali solubili
Fondamentale è la rimozione dei sali solubili, la desalinizzazione, del legno estratto da un ambiente marino. La dissalazione viene effettuata con acqua pulita, con aggiunta di disinfettante per prevenire lo sviluppo di organismi nocivi. Il disinfettante deve essere fungicida e alghicida, come l'ortofenilfenolo; tuttavia, quello più comunemente usato e consigliato a causa della sua minore tossicità è una miscela di acido borico e borace. Il processo di dissalazione richiede un lungo periodo di tempo ed è necessario che l'acqua venga cambiata finché la concentrazione di sali solubili escreti non raggiunge il suo massimo.

#### Impregnazione
La conservazione del legno impregnato d'acqua è un processo complesso che prevede l'impregnazione, la quale include la sostituzione dell'acqua con un materiale che rinforzerà la struttura del legno senza causare contrazioni o sfaldamenti del legno. Esistono diversi metodi utilizzati per impregnare il legno:
1. Metodo del glicole polietilenico (PEG).
2. Metodo del saccarosio
3. Metodo acetone-colofonia
4. Metodo alcol-etere
5. Metodo canfora-alcol

## Pratiche moderne

### Fotogrammetria
La fotogrammetria viene sempre più utilizzata nell'archeologia marittima per creare mappe e modelli 3D digitali. "La fotogrammetria è il processo di raccolta di una serie di immagini fisse o video di un oggetto, come un relitto, e quindi di caricamento di tali immagini in un software in grado di triangolare i punti fotografati per creare un modello 3D." "La fotogrammetria subacquea è una buona alternativa agli scavi archeologici tradizionali, che spesso sono meno accurati e molto distruttivi per i manufatti sottomarini, inoltre i principi fotogrammetrici applicati con i veicoli telecomandati ci consentono di esplorare oggetti che si trovano a grandissime profondità."

### Modellazione 3D
La modellazione 3D del patrimonio culturale, compresi i manufatti dei relitti, può essere creata e utilizzata per la ricerca senza la necessità di accesso fisico. Sono stati creati modelli 3D realizzati utilizzando tecniche di fotogrammetria per i manufatti del relitto della Mary Rose.

## Relitto

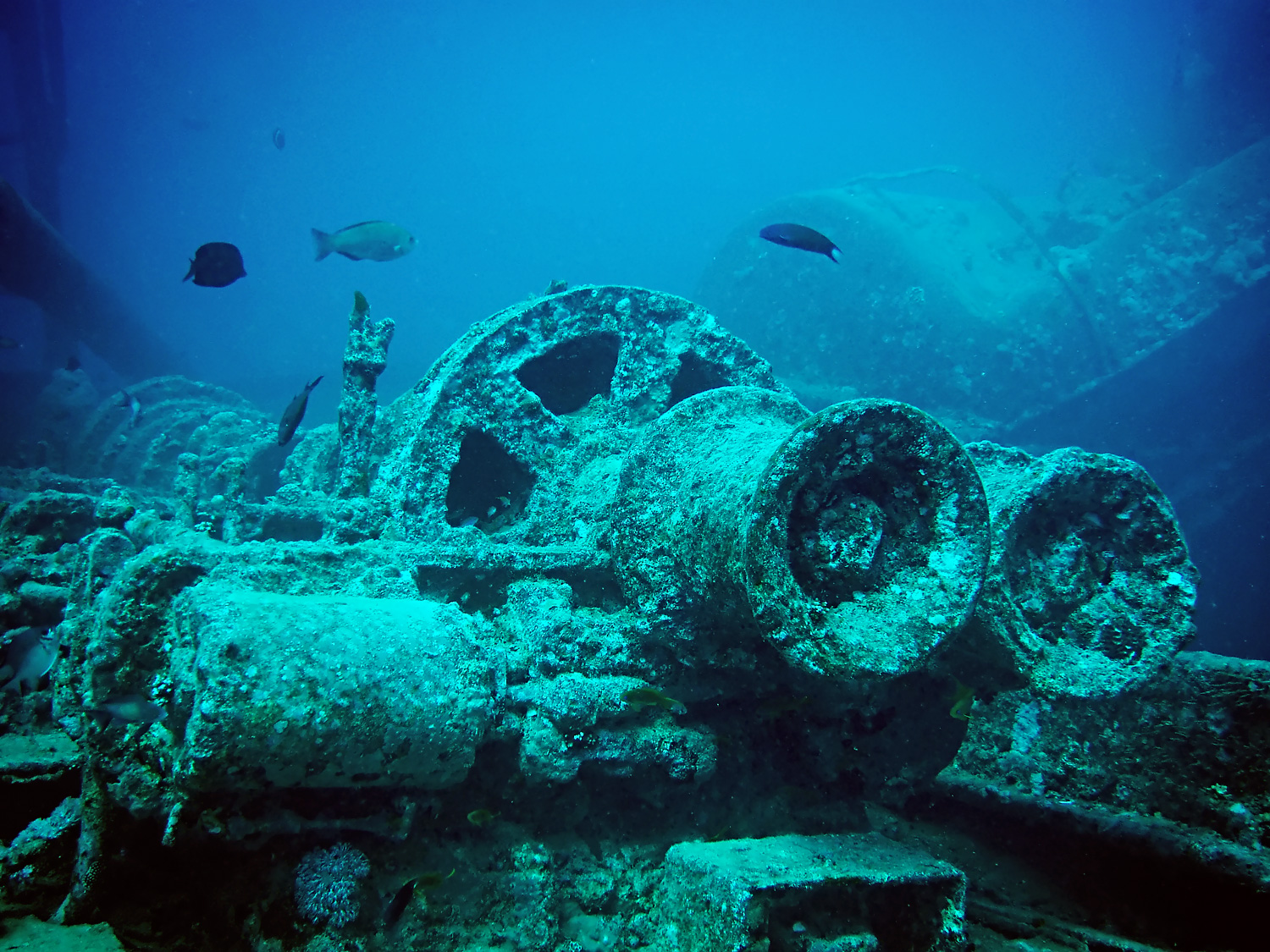
Il Thistlegorm, una nave da trasporto, fu affondata da un bombardiere tedesco, durante la seconda guerra mondiale.

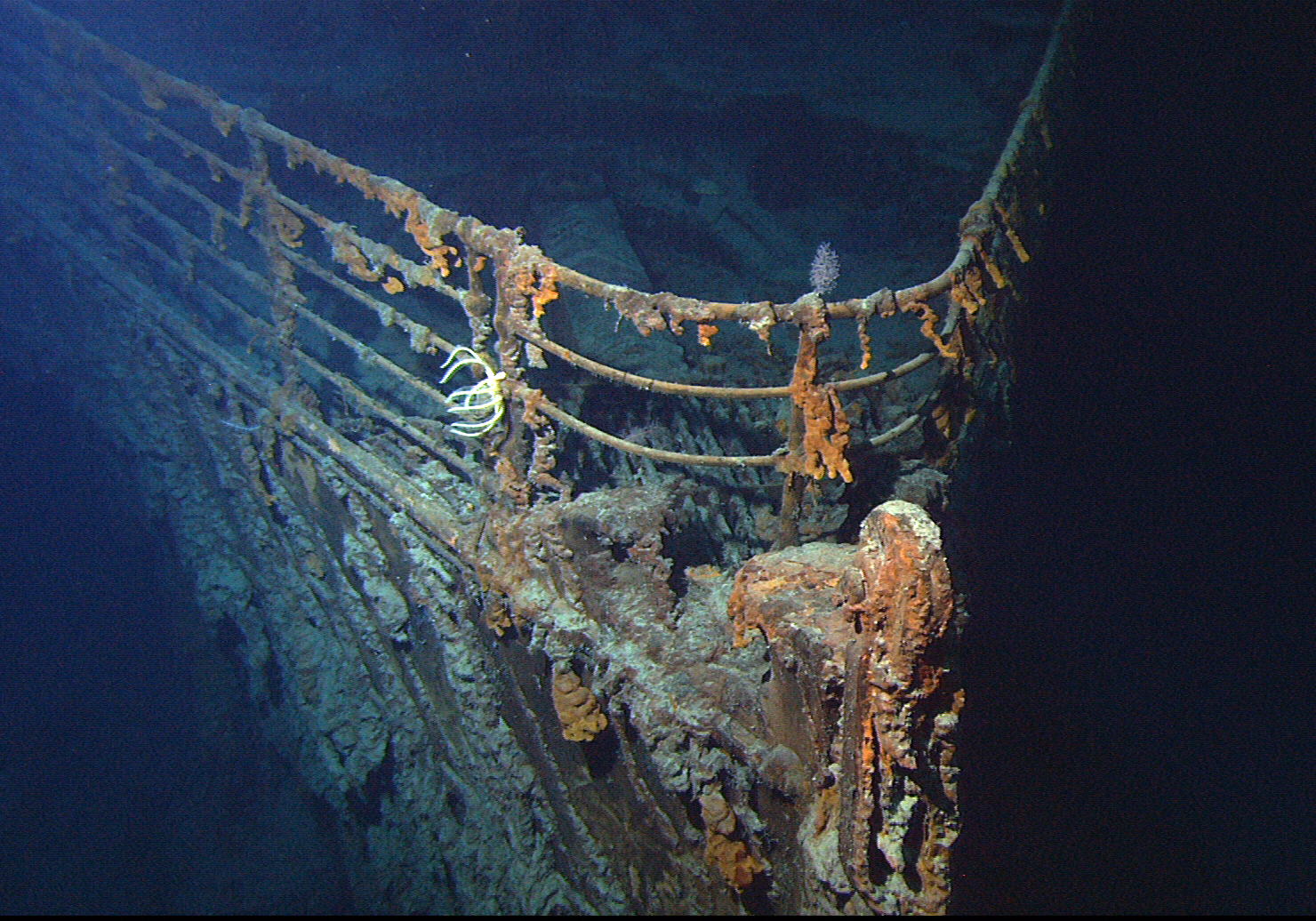
Veduta della prua del Titanic

Un relitto consiste nei resti di una nave che è stata naufragata, trovata sulla terraferma, spiaggiata o affondata sul fondo del mare. L’UNESCO stima che oltre 3 milioni di relitti siano sparsi sui fondali oceanici. I naufragi non si verificano solo negli oceani, ma sono comuni anche nelle vie navigabili interne. "Ci sono oltre 6.000 relitti nei Grandi Laghi, che hanno causato una perdita stimata di 30.000 marinai". Molti manufatti possono essere trovati attraverso i relitti di navi tra cui oro, gioielli, lance, spade, asce cerimoniali e centinaia di altri oggetti. I manufatti del relitto possono essere utilizzati per raccontare storie significative che vanno ben oltre l'interpretazione della nave. Gli argomenti di storia marittima includono azioni militari, pirateria, caccia alle balene, schiavitù, immigrazione, marittima dei nativi americani, arte, ingegneria, navigazione e molti altri. "C'è un senso di urgenza nel catturare epoche e culture precedenti, e un senso delle persone, delle navi e del loro commercio".

### Cause del naufragio
Molti fattori contribuiscono alle cause di un naufragio: cattiva progettazione e costruzione, instabilità, errori di navigazione, guerre o sovraccarico, tra gli altri fattori. Altre cause di naufragi sono legate alla natura, come quella atmosferica (tempesta tropicale, uragano, pioggia, ecc.), climatica (iceberg), oceanica (corrente, marea, barriera corallina, ecc.) o tettonica (terremoto, vulcano, tsunami, eccetera.). L'affondamento, ovvero l'affondamento deliberato di una nave, è un'altra causa di naufragi.

## Archeologia marittima
Lo studio dei relitti e di altri reperti sottomarini è una disciplina nota come archeologia marittima. L'archeologia marittima è una sotto-disciplina del campo dell'archeologia. Questa disciplina studia la storia e il materiale culturale relativo all'interazione umana sul, sotto, vicino o associato al mare. Esistono altre sotto-discipline come l'archeologia nautica e subacquea, ma queste riguardano più aree più piccole e specifiche della disciplina. L'archeologia nautica, ad esempio, si concentra principalmente sulla "nave", compresi i suoi aspetti tecnici e sociali, sia che la nave si trovi sulla terraferma, sott'acqua o in un museo. L'Archeologia Subacquea si concentra sui siti archeologici situati sott'acqua, indipendentemente dal loro collegamento con il mare; include siti di naufragi, relitti di aerei, città sommerse, siti di abitazioni indigene sommerse, tra gli altri.

### Provenienza dei manufatti del relitto
Quando viene scoperto un relitto, è imperativo che esso venga ampiamente mappato, inserito in una griglia e che il posizionamento degli artefatti venga registrato per garantire la registrazione più accuratamente dettagliata possibile della provenienza. Quest'ultima è fondamentale se gli archeologi marini vogliono comprendere il relitto e la sua rilevanza per la storia e la cultura umana. Senza adeguate procedure di provenienza, una grande quantità di dati di ricerca sul sito potrebbe andare inevitabilmente persa. Ciò è eccezionalmente importante quando si tratta di identificare un relitto in base alla sua posizione, ai collegamenti storici dei manufatti e quando si tenta di confermare la legittima proprietà. L'UNESCO ha istituito, nel 2001, la Convenzione UNESCO 2001 sulla protezione del patrimonio culturale subacqueo. Questo trattato è stato progettato per proteggere il patrimonio culturale sottomarino per scopi educativi, scientifici e ricreativi. Il trattato prevede che "Per patrimonio culturale subacqueo si intendono tutte le tracce dell'esistenza umana aventi carattere culturale, storico o archeologico che sono rimaste parzialmente o totalmente sott'acqua, periodicamente o continuativamente, per almeno 100 anni quali: siti, strutture, edifici, manufatti e resti umani, insieme a il loro contesto archeologico e naturale; navi, aeromobili o altri veicoli o parte di essi, il loro carico o altro contenuto, unitamente al loro contesto archeologico e naturale; e oggetti di carattere preistorico". Questo trattato è un riconoscimento globale dell'importanza di conservare e preservare i relitti e i manufatti ad essi associati affinché le generazioni presenti e future possano studiarli e conoscerli.
La storia delle scoperte di relitti è stata costellata di battaglie legali tra individui, aziende e paesi che cercavano di rivendicare un relitto e i manufatti ad esso associati. Una delle battaglie legali più controverse sui diritti di proprietà di un relitto riguarda il galeone spagnolo San José, affondato al largo di Cartagena, in Colombia. Al momento della sua scoperta nel 2015, il relitto e il suo carico avevano un patrimonio netto di oltre 20 miliardi di dollari. Tuttavia, "nonostante il galeone di San José sia stato ritrovato nelle acque colombiane, non vi è alcuna garanzia che rimarrà entro i suoi confini. La Spagna ha mostrato interesse a rivendicare parte del galeone, così come la nazione indigena boliviana Qhara Qhara, la cui terra (un tempo parte del Vicereame del Perù) da cui furono estratte le ricchezze della San José. Inoltre, la San José è stata coinvolta in battaglie legali per quasi 40 anni. La società di salvataggio americana Sea Search Armada (SSA) ha dichiarato di aver ritrovato la nave all'inizio degli anni '80 e rivendicato il 50% del suo contenuto". Attualmente, la battaglia legale continua sulla legittima proprietà del relitto di San José e del suo carico.
Un altro esempio di relitto al centro di una battaglia legale può essere visto negli estesi procedimenti giudiziari riguardanti il relitto della fregata spagnola Nuestra Señora de las Mercedes, ritrovata al largo delle coste del Portogallo. Nel 2007, la Odyssey Marine Exploration, Inc scoprì il relitto della Mercedes, che conteneva quasi un milione di monete e altri manufatti impressionanti. La compagnia americana finì per salvare il relitto e trasportò l'intero tesoro recuperato dal naufragio negli Stati Uniti. La decisione di recuperare e rimuovere i manufatti del relitto da parte della Odyssey Marine Exploration è stata ulteriormente messa in dubbio e complicata dalla posizione del relitto. "Quando una nave viene scoperta, il paese in cui è stata registrata può far valere qualcosa chiamato immunità sovrana (oltre alle rivendicazioni di proprietà). Ciò si riferisce a una categoria specifica di navi che sono immuni da procedimenti legali da parte di un altro stato. Navi da guerra e le altre navi governative utilizzate per scopi non commerciali godono dell'immunità sovrana". Fu nel 2012 che un tribunale federale degli Stati Uniti si pronunciò a favore della Spagna in conformità con la legge internazionale sull'immunità sovrana, costringendo la Odyssey Marine Exploration, Inc a restituire il bottino, nella sua interezza, al governo spagnolo. La battaglia sulla proprietà del relitto della Mercedes dimostra quanto possano diventare complicate e disordinate le rivendicazioni e le controversie legali quando si ha a che fare con i relitti e i loro manufatti.

### Leggi sui relitti abbandonati
Poiché la ricerca di risorse sottomarine e relitti è diventata un'impresa più redditizia nel ventesimo secolo. Il governo degli Stati Uniti ha cercato di creare un sistema più consolidato per determinare la proprietà di acque specifiche. Il Submerged Lands Act del 1953 era una legge federale degli Stati Uniti che stabiliva la proprietà statale delle terre sommerse all'interno della loro giurisdizione, che comprende laghi, fiumi e fino a tre miglia nautiche dalla costa dello stato. Questa prima legislazione che descriveva la proprietà statale delle risorse sottomarine contribuì al successivo Abandoned Shipwrecks Act del 1987, che garantì la proprietà statale dei relitti all'interno della loro autorità sanzionata. L'Abandoned Shipwreck Act del 1987 "stabilisce la proprietà del governo sulla maggior parte dei relitti abbandonati situati nelle acque degli Stati Uniti d'America e crea un quadro entro il quale vengono gestiti i relitti. Promulgato nel 1988, afferma l'autorità dei governi statali di rivendicare e gestire relitti abbandonati su terre sommerse dello Stato. Essa stabilisce che le leggi sul salvataggio non si applicano a tutti i relitti coperti dalla legge e afferma che i relitti sono risorse a uso multiplo". È da questo atto che i relitti storici sono considerati multiuso. I relitti non solo forniscono dati e informazioni scientifici e archeologici, ma sono anche curatori degli ecosistemi marini, delle immersioni subacquee ricreative e delle risorse educative per il pubblico.

### Santuari dei relitti
Negli ultimi decenni, il Programma del patrimonio marittimo si è concentrato sulla conservazione delle risorse storiche e culturali sottomarine. Ciò ha incluso la creazione di santuari marini attorno a specifici siti di relitti. "Il programma per il patrimonio marittimo della NOAA è stato avviato nel 2002 per aiutare a preservare le numerose storie della storia americana nascoste sotto il mare. Sanctuary e lo staff della NOAA stanno lavorando con numerosi partner per individuare, documentare e preservare dozzine di relitti e manufatti storicamente significativi del passato americano." Questi santuari marittimi dei relitti come il Thunder Bay Sanctuary e il Monterey Bay National Marine Sanctuary si concentrano sulla conservazione di questi tesori storici sommersi, mentre lavorano per documentare i relitti ed educare il pubblico su di essi.

## Cambiamenti climatici
Il cambiamento climatico influenza ogni aspetto della vita sulla Terra e i relitti non sono immuni a ciò. Con il peggioramento del riscaldamento globale, anche l’impatto sui relitti peggiorerà. Man mano che l’atmosfera diventa più calda si verifica un aumento significativo delle tempeste tropicali sovralimentate. A causa del loro immenso potere, questi disastri naturali distruttivi possono facilmente cancellare i relitti che si trovano in acque meno profonde. In seguito alla distruzione, informazioni cruciali sui relitti e sui loro manufatti possono andare perdute per sempre.
Poiché l’anidride carbonica aumenta nell’atmosfera, “un quarto dell’anidride carbonica rilasciata dalla combustione di carbone, petrolio e gas non rimane nell’aria, ma si dissolve nell’oceano. Dall’inizio dell’era industriale, l’oceano ha hanno assorbito dall'atmosfera circa 525 miliardi di tonnellate di CO2. Questo aumento significativo della dissoluzione dell'anidride carbonica negli oceani sta modificando la chimica dell'acqua e l'equilibrio del PH provocando l'acidificazione. Un maggiore contenuto di acido negli oceani provoca un drastico cambiamento nella composizione minerale dell'acqua. Uno di questi cambiamenti causati dal maggiore contenuto di acido dell'oceano è la dissoluzione delle concrezioni trovate sulla maggior parte dei manufatti dei relitti. Man mano che le concrezioni si rompono e si dissolvono, i manufatti del relitto diventeranno esposti e ancora più suscettibili all'elevato contenuto di acido e ad ulteriore distruzione.
Poiché il cambiamento climatico ha generato un aumento delle temperature, il livello del mare sta iniziando a salire, provocando drastici cambiamenti di profondità in tutte le acque della Terra. Un esempio delle implicazioni dei cambiamenti di profondità può essere visto in molti relitti intorno alla Florida, ad esempio, le alghe funzionano come un'ancora, trattenendo i sedimenti in posizione e ricoprendo i legni fragili. Alcune di queste specie scompaiono al di sotto di circa 30 piedi (914 cm circa); qualsiasi cosa si trovi più in profondità è troppo fredda, troppo buia e troppo priva di ossigeno. Un innalzamento del livello del mare di soli pochi metri potrebbe teoricamente sommergere questi relitti con abbastanza acqua da minacciare la sopravvivenza delle specie che li tengono saldi in un determinato ambiente". I relitti si sono stabilizzati infatti nell'ambiente e nell'ecosistema a cui sono stati sottoposti. Tuttavia, questi relitti sono probabilmente troppo fragili per ristabilirsi in un nuovo ambiente sottomarino e verranno distrutti col passare del tempo.
Infine, una nuova minaccia ai relitti causati dal riscaldamento delle acque della Terra è la migrazione e l’invasione dei "vermi delle navi" che mangiano il legno verso nuovi ecosistemi. Un esempio può essere visto nel Mar Baltico: "Le acque fresche e salmastre del mare hanno protetto per secoli i relitti dai molluschi simili a vermi. Ma ora il riscaldamento globale sta rendendo il Mar Baltico più confortevole per le creature". Questa migrazione di parassiti minaccia tutti i relitti significativi che si trovano nel Mar Baltico. "I vermi delle navi, che possono distruggere un relitto in dieci anni, hanno già attaccato un centinaio di navi risalenti al 13º secolo nelle acque baltiche al largo di Germania, Danimarca e Svezia".